# Grand Prix automobile d'Autriche 2014
GP précédent GP suivant
Le Grand Prix automobile d'Autriche 2014 (Formula 1 Grosser Preis Von Österreich 2014), disputé le 22 juin 2014 sur le Red Bull Ring, est la 905e épreuve du championnat du monde de Formule 1 courue depuis 1950. Il s'agit de la vingt-huitième édition du Grand Prix d'Autriche comptant pour le championnat du monde de Formule 1, la vingt-sixième disputée sur le circuit de Spielberg, et de la huitième manche du championnat 2014.
La Formule 1 revient en Autriche pour la première fois depuis 2003 sur un tracé inauguré en 1969 sous le nom d'Österreichring, remodelé sous sa forme actuelle pour devenir le A1-Ring en 1997 puis racheté par Red Bull en 2005 et légèrement modifié pour passer de 4,323 km à 4,319 km puis désormais 4,326 km. Sept Grands Prix de Formule 1 se sont disputés sur ce circuit dans sa configuration actuelle, de 1997 à 2003.
Situation inédite depuis le début de cette saison, la pole position ne revient pas à un pilote Mercedes puisque Felipe Massa, dans un ultime effort à la fin de la troisième session des qualifications, devance son coéquipier Valtteri Bottas pour une première ligne entièrement composée de monoplaces Williams-Mercedes. Massa part en tête pour la seizième fois de sa carrière, la première depuis le Grand Prix du Brésil 2008 quand il luttait pour le titre mondial au volant d'une Ferrari. Williams n'avait plus placé un pilote en pole position depuis le Grand Prix d'Espagne 2012 et monopolisé la première ligne depuis le Grand Prix d'Allemagne 2003. Nico Rosberg s'élance en deuxième ligne aux côtés de Fernando Alonso alors que la troisième ligne est occupée par Daniel Ricciardo et Kevin Magnussen. Auteur de fautes à chacune de ses tentatives en Q3, Lewis Hamilton ne réalise aucun tour chronométré et se voit repoussé à la neuvième place. Sebastian Vettel n'a pas franchi le cap de la Q2 ; il est treizième sur la grille de départ du circuit appartenant à ses employeurs.
Au bout des 71 tours de ce Grand Prix, Mercedes obtient son sixième doublé en huit épreuves disputées depuis le début de la saison grâce à Nico Rosberg qui remporte sa troisième victoire de l'année (la sixième de sa carrière) et à Lewis Hamilton qui a gagné cinq places dans le premier tour de course. Une meilleure stratégie de gestion des arrêts pour changements de pneumatiques permet aux Flèches d'Argent de déborder les Williams dans les stands. Les monoplaces britanniques prennent finalement les places d'honneur, Valtteri Bottas montant sur son premier podium en Formule 1 et Felipe Massa terminant quatrième. Fernando Alonso prend les points de la cinquième place devant Sergio Pérez, Kevin Magnussen, Daniel Ricciardo (seul pilote de la marque propriétaire du circuit de Spielberg à l'arrivée), Nico Hülkenberg et Kimi Räikkönen, à nouveau dixième.
Nico Rosberg, qui n'a jamais fini plus loin que second depuis le premier Grand Prix 2014, augmente son avance en tête du championnat avec 165 points contre 136 pour Hamilton. Daniel Ricciardo est troisième (83 points) devant Alonso (79 points) ; Sebastian Vettel, malgré son abandon, conserve sa cinquième place (60 points) tandis que Nico Hülkenberg, sixième, n'est plus qu'à 1 point. Mercedes conserve la première place du classement des constructeurs avec 301 points et devance Red Bull Racing (143 points). Ferrari (98 points) reste à la troisième place devant Force India (87 points). Williams (85 points) repasse devant McLaren qui compte 72 points ; suivent Toro Rosso (12 points), Lotus F1 Team (8 points) et Marussia F1 Team (2 points). Neuf des onze écuries engagées au championnat ont marqué des points, Sauber et Caterham n'en ayant pas encore inscrit.

## Essais libres

### Première séance, le vendredi de 10 h à 11 h 30
| Pos. | Pilote          | Voiture              | Chrono         | Écart     |
| ---- | --------------- | -------------------- | -------------- | --------- |
| 1    | Nico Rosberg    | Mercedes             | 1 min 11 s 295 |           |
| 2    | Lewis Hamilton  | Mercedes             | 1 min 11 s 435 | + 0 s 140 |
| 3    | Fernando Alonso | Ferrari              | 1 min 11 s 606 | + 0 s 311 |
| 4    | Felipe Massa    | Williams-Mercedes    | 1 min 11 s 756 | + 0 s 461 |
| 5    | Jenson Button   | McLaren-Mercedes     | 1 min 11 s 839 | + 0 s 544 |
| 6    | Sergio Pérez    | Force India-Mercedes | 1 min 12 s 009 | + 0 s 714 |

La température ambiante n'est que de 13 °C au départ de la première séance d'essais libres de la huitième manche du championnat du monde 2014. Comme lors des deux courses précédentes, à Monaco et à Montréal, Pirelli propose ses deux mélanges les plus tendres. La Formule 1 n'étant pas venue sur ce circuit depuis sept ans, tous les pilotes titulaires souhaitent prendre le temps de le découvrir (seuls Fernando Alonso, Jenson Button, Kimi Räikkönen et Felipe Massa ont piloté en Formule 1 sur ce tracé) et aucun pilote de réserve n'est présent en piste. Les pilotes s'élancent rapidement pour boucler un premier tour d'installation et quelques minutes plus tard Nico Rosberg fixe le temps de référence en 1 min 15 s 162 ; il améliore en 1 min 14 s 362 et 1 min 13 s 508,,.
Lewis Hamilton s'installe ensuite en tête du classement en deux temps (1 min 13 s 261 puis 1 min 12 s 255). Les pilotes Mercedes sont pour l'instant seuls en piste lors des premières minutes de cette séance ; Lewis Hamilton se retrouve tout seul quand Rosberg rentre à cause de soucis techniques sur sa voiture ; il reprend ses essais quelque temps après. Marcus Ericsson est contraint de rentrer à pied à son stand en abandonnant sa monoplace en panne sur le bord du circuit. Räikkönen s'intercale entre les deux Mercedes, à un dixième de seconde d'Hamilton. En haut de tableau, dix pilotes, dont Jean-Éric Vergne, Massa, Valtteri Bottas et Kevin Magnussen évoluent dans la même demi-seconde après 45 minutes,,.
Jenson Button passe un temps en tête en 1 min 11 s 839 mais Nico Rosberg améliore en 1 min 11 s 295 au moment où quelques gouttes de pluie rendent la piste glissante et empêchent les pilotes d'améliorer. Les conditions deviennent vite piégeuses lorsqu'une pluie plus drue fait son apparition à 40 minutes du drapeau à damier. Sebastian Vettel part en tête-à-queue à la sortie du virage no 9 après avoir roulé dans l'herbe, tandis que les Lotus sont affectées d'ennuis au freinage. L'averse reste toutefois brève et les pilotes se relancent sur une piste à peine humide. Une seconde averse s'abat sur le circuit et tous les pilotes rentrent alors qu'il reste 20 minutes,,.

### Deuxième séance, le vendredi de 14 h à 15 h 30
| Pos. | Pilote           | Voiture           | Chrono         | Écart     |
| ---- | ---------------- | ----------------- | -------------- | --------- |
| 1    | Lewis Hamilton   | Mercedes          | 1 min 09 s 542 |           |
| 2    | Nico Rosberg     | Mercedes          | 1 min 09 s 919 | + 0 s 377 |
| 3    | Fernando Alonso  | Ferrari           | 1 min 10 s 470 | + 0 s 928 |
| 4    | Valtteri Bottas  | Williams-Mercedes | 1 min 10 s 519 | + 0 s 977 |
| 5    | Felipe Massa     | Williams-Mercedes | 1 min 10 s 521 | + 0 s 979 |
| 6    | Sebastian Vettel | Red Bull-Renault  | 1 min 10 s 807 | + 1 s 265 |

La deuxième séance d'essais libres débute sous une température ambiante de 18 °C, sur une piste sèche et sous un beau soleil. Les pilotes s'élancent en piste dès son ouverture et Romain Grosjean établit le temps de référence en 1 min 13 s 131,,.
Jenson Button améliore en 1 min 11 s 914 puis s'incline derrière Daniil Kvyat (1 min 11 s 749) et Kimi Räikkönen (1 min 11 s 722). Button repasse en tête en 1 min 11 s 403 mais est dominé par Fernando Alonso qui tourne en 1 min 11 s 217 puis 1 min 10 s 899. Les pilotes Mercedes se portent ensuite aux avant-postes, Nico Rosberg tournant en 1 min 10 s 835 et Lewis Hamilton en 1 min 10 s 525 puis 1 min 10 s 460,,.
Quelques minutes plus tard, alors qu'il reste un peu plus d'une heure, les pilotes Mercedes reprennent la piste avec les pneus les plus tendres pour poursuivre leur lutte en tête du classement. Rosberg évolue en 1 min 10 s 399 et Hamilton en 1 min 09 s 652 puis 1 min 09 s 542, meilleur temps de la journée,,.
Les trente dernières minutes de la séance ne permettent pas aux équipes de progresser car des nuages gris déversent des gouttes éparses tandis que la température de piste baisse très rapidement, ce qui ne permet pas d'exploiter au mieux les pneus tendres. Les équipes se concentrent alors sur de longs relais pour préparer la course du dimanche. De nombreux pilotes, dont Sebastian Vettel, Grosjean et Alonso sortent souvent au large dans la sortie du dernier virage. Comme durant la matinée, les Lotus semblent en difficulté, même chaussées des pneus supertendres,,.

### Troisième séance, le samedi de 11 h à 12 h
| Pos. | Pilote          | Voiture            | Chrono         | Écart     |
| ---- | --------------- | ------------------ | -------------- | --------- |
| 1    | Valtteri Bottas | Williams-Mercedes  | 1 min 09 s 848 |           |
| 2    | Lewis Hamilton  | Mercedes           | 1 min 09 s 898 | + 0 s 050 |
| 3    | Felipe Massa    | Williams-Mercedes  | 1 min 09 s 901 | + 0 s 053 |
| 4    | Daniil Kvyat    | Toro Rosso-Renault | 1 min 09 s 927 | + 0 s 079 |
| 5    | Nico Rosberg    | Mercedes           | 1 min 09 s 999 | + 0 s 151 |
| 6    | Fernando Alonso | Ferrari            | 1 min 10 s 054 | + 0 s 206 |

La température ambiante est de 14 °C au départ de la troisième et dernière séance d'essais libres. Les pilotes s'élancent immédiatement en piste et Kevin Magnussen réalise le temps de référence en 1 min 16 s 696 et améliore sur sa lancée, en 1 min 15 s 692,,.
Nico Rosberg prend un temps la tête en 1 min 12 s 987 mais Magnussen améliore à nouveau, à deux reprises (1 min 11 s 408 puis 1 min 10 s 998). Alors que la session est entamée depuis vingt minutes, les deux pilotes Williams F1 Team haussent leur rythme, toujours avec les pneus les plus durs à leur disposition. Felipe Massa tourne en 1 min 10 s 952, est battu par Daniil Kvyat en 1 min 10 s 826 puis reprend la main en 1 min 10 s 644. Quand son coéquipier Valtteri Bottas améliore en 1 min 10 s 641, Massa réplique en 1 min 10 s 466 puis s'incline face au tour que Bottas boucle en 1 min 10 s 430,,.
Les Williams devancent les Ferrari et les Red Bull Racing tandis que Nico Rosberg et Lewis Hamilton, sur un programme de test différent, évoluent à une seconde au tour des pilotes de tête. En queue de peloton, Sauber et Lotus F1 Team semblent toujours en difficulté, à la lutte contre les Marussia F1 Team et les Caterham F1 Team. Alors qu'Adrian Sutil souffre d'une forte instabilité au freinage, Pastor Maldonado améliore légèrement ses performances par rapport à la veille. Caterham aussi progresse au niveau de l'équilibre général de ses monoplaces mais Kamui Kobayashi et Marcus Ericsson restent très lents,,.
Après quarante minutes d'essais, Rosberg, toujours chaussé des pneus les plus durs, passe en tête avec un temps de 1 min 10 s 058, améliorant de 4 dixièmes de seconde le temps des Williams. Pendant ce temps, Jenson Button reste bloqué dans son stand en raison d'un problème de freins (il n'a bouclé que quatre tours et est sorti au large dans le virage no 1). Malgré le travail de ses mécaniciens, il ne pourra pas repartir essayer les pneus les plus tendres en vue des qualifications,,.
En fin de séance, tous les pilotes se relancent avec le mélange le plus tendre de Pirelli. Fernando Alonso prend le commandement en 1 min 10 s 054 ; son temps est battu par les Williams de Bottas (1 min 10 s 008) puis de Massa (1 min 09 s 901). Hamilton tourne ensuite en 1 min 09 s 898 mais Bottas réalise le meilleur temps de la séance en 1 min 09 s 848,,.

## Séance de qualifications, le samedi de 14 h à 15 h

### Résultats des qualifications

#### Session Q1
La température ambiante de 17 °C quand commence la première phase de la séance qualificative du Grand Prix d'Autriche. Les pilotes ne tardent pas pour s'élancer en piste et Jean-Éric Vergne fixe le temps de référence en 1 min 11 s 886, chaussé des pneus les plus durs proposés par Pirelli,,.
Le pilote français est relayé en tête du classement par son coéquipier Daniil Kvyat (1 min 10 s 854) tandis que Romain Grosjean, Daniel Ricciardo et Jenson Button voient leurs premiers tours lancés annulés pour avoir placé quatre roues en dehors de la piste au niveau du virage no 8. Nico Hülkenberg tourne en 1 min 10 s 838 puis Alonso améliore en 1 min 10 s 671. Lewis Hamilton est le premier à passer sous la barre des 1 min 10 s, en 1 min 09 s 762 et, sur sa lancée en 1 min 09 s 514. Rosberg est deuxième, en 1 min 09 s 695. Derrière, les Williams de Felipe Massa et Valtteri Bottas semblent pouvoir rivaliser avec les Mercedes,,.
Les pilotes Lotus F1 Team, toujours à la peine, ne parviennent pas à passer au-delà de la dix-neuvième place avec les pneus durs et se retrouvent derrière les Marussia F1 Team. En fin de session, certains pilotes sont donc contraints de passer les pneus les plus tendres pour accéder à la suite des qualifications. Les Lotus, les McLaren Racing et Kimi Räikkönen ne doivent leur qualification qu'à cet usage anticipé des pneus supertendres alors que les pilotes de tête restent au stand. Sebastian Vettel, qui a fait ce pari pour économiser ses pneus, passe pour deux dixièmes de seconde. Derrière lui, les six pilotes éliminés sont Marcus Ericsson et son coéquipier Kamui Kobayashi, Max Chilton et son coéquipier Jules Bianchi, Esteban Gutiérrez et son coéquipier Adrian Sutil,,.

#### Session Q2
Les pilotes se relancent en piste dès son ouverture, désormais chaussés du mélange le plus tendre fourni par Pirelli. Nico Hülkenberg établit le temps de référence en 1 min 09 s 828 mais cette performance est successivement améliorée par Kevin Magnussen (1 min 09 s 524), Felipe Massa (1 min 09 s 239), Valtteri Bottas (1 min 09 s 096) puis par les Mercedes de Lewis Hamilton (1 min 09 s 092) et de Nico Rosberg (1 min 08 s 974),,.
Hormis Hamilton qui ne craint pas d'être éliminé, tous les pilotes rentrent chausser de nouveaux pneus et se relancent. Comme lors de la Q1, Sebastian Vettel évolue dans la zone éliminatoire jusque dans les ultimes secondes. Daniel Ricciardo et Kimi Räikkönen passent de justesse tandis que Vettel ne parvient pas à s'extraire des positions éliminatoires. Les six éliminés sont Romain Grosjean et son coéquipier Pastor Maldonado qui est sorti de la piste, Jenson Button, Sergio Pérez qui est, de plus, sanctionné d'un recul de cinq places pour avoir accroché Massa au Canada, Jean-Éric Vergne et Vettel,,.

#### Session Q3
Les dix pilotes s'élancent pour une première tentative et Valtteri Bottas, en 1 min 08 s 846, devance Nico Rosberg, Felipe Massa et Fernando Alonso. Lewis Hamilton, le plus rapide dans les deux premiers secteurs, sort des limites de la piste dans le dernier virage et voit son temps annulé. Kimi Räikkönen reste dans son stand : il va tenter de se qualifier sur une seule tentative dans les derniers instants de la séance,,
À la relance, Bottas fait une légère erreur tandis que Lewis Hamilton sort à nouveau de la piste, au virage no 2, sur un gros blocage de son train arrière. Felipe Massa prend la tête en 1 min 08 s 759 et réalise sa première pole position depuis 2008. Son coéquipier Bottas l'accompagne en première ligne. Williams n'avait plus placé deux monoplaces en première ligne depuis le Grand Prix d'Allemagne 2003 ; suivent Rosberg, Alonso, Daniel Ricciardo, Kevin Magnussen, Daniil Kvyat, Räikkönen, Hamilton et Nico Hülkenberg,,.

### Grille de départ
| Pos.                                                                                      | Pilote            | Écurie               | Qualifications 1 | Qualifications 2 | Qualifications 3 |
| ----------------------------------------------------------------------------------------- | ----------------- | -------------------- | ---------------- | ---------------- | ---------------- |
| 1                                                                                         | Felipe Massa      | Williams-Mercedes    | 1 min 10 s 292   | 1 min 09 s 239   | 1 min 08 s 759   |
| 2                                                                                         | Valtteri Bottas   | Williams-Mercedes    | 1 min 10 s 356   | 1 min 09 s 096   | 1 min 08 s 844   |
| 3                                                                                         | Nico Rosberg      | Mercedes             | 1 min 09 s 695   | 1 min 08 s 974   | 1 min 08 s 944   |
| 4                                                                                         | Fernando Alonso   | Ferrari              | 1 min 10 s 405   | 1 min 09 s 479   | 1 min 09 s 225   |
| 5                                                                                         | Daniel Ricciardo  | Red Bull-Renault     | 1 min 10 s 395   | 1 min 09 s 638   | 1 min 09 s 466   |
| 6                                                                                         | Kevin Magnussen   | McLaren-Mercedes     | 1 min 10 s 081   | 1 min 09 s 473   | 1 min 09 s 515   |
| 7                                                                                         | Daniil Kvyat      | Toro Rosso-Renault   | 1 min 09 s 678   | 1 min 09 s 490   | 1 min 09 s 616   |
| 8                                                                                         | Kimi Räikkönen    | Ferrari              | 1 min 10 s 285   | 1 min 09 s 657   | 1 min 10 s 795   |
| 9                                                                                         | Lewis Hamilton    | Mercedes             | 1 min 09 s 514   | 1 min 09 s 092   | pas de temps     |
| 10                                                                                        | Nico Hülkenberg   | Force India-Mercedes | 1 min 10 s 389   | 1 min 09 s 624   | pas de temps     |
| 11                                                                                        | Sergio Pérez      | Force India-Mercedes | 1 min 10 s 124   | 1 min 09 s 754   |                  |
| 12                                                                                        | Jenson Button     | McLaren-Mercedes     | 1 min 10 s 252   | 1 min 09 s 780   |                  |
| 13                                                                                        | Sebastian Vettel  | Red Bull-Renault     | 1 min 10 s 630   | 1 min 09 s 801   |                  |
| 14                                                                                        | Pastor Maldonado  | Lotus-Renault        | 1 min 10 s 821   | 1 min 09 s 939   |                  |
| 15                                                                                        | Jean-Éric Vergne  | Toro Rosso-Renault   | 1 min 10 s 161   | 1 min 10 s 073   |                  |
| 16                                                                                        | Romain Grosjean   | Lotus-Renault        | 1 min 10 s 461   | 1 min 10 s 642   |                  |
| 17                                                                                        | Adrian Sutil      | Sauber-Ferrari       | 1 min 10 s 825   |                  |                  |
| 18                                                                                        | Esteban Gutiérrez | Sauber-Ferrari       | 1 min 11 s 349   |                  |                  |
| 19                                                                                        | Jules Bianchi     | Marussia-Ferrari     | 1 min 11 s 412   |                  |                  |
| 20                                                                                        | Kamui Kobayashi   | Caterham-Renault     | 1 min 11 s 673   |                  |                  |
| 21                                                                                        | Max Chilton       | Marussia-Ferrari     | 1 min 11 s 775   |                  |                  |
| 22                                                                                        | Marcus Ericsson   | Caterham-Renault     | 1 min 12 s 673   |                  |                  |
| Temps minimal à réaliser pour la qualification : 1 min 14 s 379 (107 % de 1 min 09 s 514) |                   |                      |                  |                  |                  |

- Max Chilton, auteur du vingt-et-unième temps des qualifications est sanctionné d'un recul de trois places sur la grille de départ pour avoir accroché Jules Bianchi lors du Grand Prix du Canada. Il s'élance de la vingt-deuxième et dernière place[21].
- Sergio Pérez, auteur du onzième temps des qualifications est sanctionné d'un recul de cinq places sur la grille de départ pour avoir accroché Felipe Massa lors du Grand Prix du Canada. Il s'élance de la seizième place[21].
- Romain Grosjean, auteur du quinzième temps des qualifications est sanctionné d'un recul de cinq places sur la grille de départ pour avoir changé de boîte de vitesses à l'issue des qualifications. Il s'élance finalement depuis les stands[21].

## Course

### Déroulement de l'épreuve
Il fait beau et chaud au départ du Grand Prix où les Williams F1 Team de Felipe Massa et Valtteri Bottas occupent la première ligne devant  Nico Rosberg, troisième. Romain Grosjean s'élance depuis la voie des stands après un changement de boîte de vitesses. Les dix premiers sont chaussés du train de pneus supertendres utilisés lors de la phase Q2 des qualifications tandis que Jenson Button, onzième, choisit les pneus plus durs pour effectuer un premier relais plus long,,.
À l'extinction des feux, Massa, auteur d'un excellent départ, conserve le commandement. Nico Rosberg ravit la deuxième place à Bottas au premier virage mais le Finlandais reprend le dessus dès le second, quelques centaines de mètres plus loin. Derrière, Lewis Hamilton, dixième sur la grille, est déjà remonté, dès la fin de premier tour, à la quatrième, dans l'aileron arrière de son équipier. Au premier passage, Massa devance Bottas, Rosberg, Hamilton, Fernando Alonso, Kevin Magnussen, Kimi Räikkönen, Nico Hülkenberg, Daniel Ricciardo, Daniil Kvyat, Sergio Pérez et Sebastian Vettel. Le début de course est catastrophique pour les Red Bull Racing puisque Ricciardo, qui a déjà perdu quatre places, voit Daniil Kvyat le passer tandis que Sebastian Vettel roule au ralenti dès le second passage, sans aucune puissance sur sa Red Bull RB10. Après un long tour d'errance, son moteur retrouve ses dispositions alors que la meute lui prend un tour,,.
En tête, les Williams et les Mercedes roulent de conserve ; Alonso, déjà distancé à cinq secondes, possède lui-même une bonne avance sur Magnussen qui retient plusieurs voitures derrière lui. Jean-Éric Vergne et Hülkenberg changent leurs pneus les premiers, au dixième tour ; Magnussen, Kvyat et Ricciardo s'arrêtent au suivant. Rosberg est le premier homme de tête à chausser les pneus tendres. Hamilton reste en piste deux tours de plus et reste derrière son coéquipier en sortant des stands. Massa rentre au quatorzième tour et ressort entre les deux Mercedes. Hamilton tente alors un dépassement et s'empare de sa position. L'arrêt plus tardif de Massa lui coûte finalement trois places car son coéquipier Bottas ressort entre les deux Mercedes et prend aussi l'avantage. Dans les stands, les mécaniciens de la Scuderia Toro Rosso relâchent Kvyat alors que Ricciardo arrive ; l'accrochage est évité de justesse. Chez Sauber, Esteban Gutiérrez repart avec une roue arrière mal fixée ; les mécaniciens doivent récupérer la voiture quelques dizaines de mètres plus loin et le Mexicain est pénalisé d'un stop-and-go de 10 secondes (et d'une pénalité d'un recul de dix places sur la grille de Silverstone). Après cette première vague d'arrêts, au dix-septième tour, Sergio Pérez, toujours chaussé de ses pneus durs du départ, devance Rosberg, Bottas, Hamilton, Massa, Button, Alonso, Pastor Maldonado, Magnussen et Hülkenberg,,.
Les cinq hommes de tête se tiennent en deux secondes, à un rythme qui permet à Button qui ne s'est pas arrêté, de rester au contact. Dernier, Vettel s'arrête au vingt-deuxième passage. Daniil Kvyat abandonne dans le vingt-septième tour victime d'une rupture de sa suspension arrière-gauche. Dans le même temps, Pérez ne parvient pas à contenir l'attaque de Rosberg ; Bottas enchaîne et le passe dans la foulée. Rosberg, en tête, réalise immédiatement le meilleur tour en course ce qui force Hamilton à réagir pour ne pas perdre de temps derrière la Force India dont les pneus sont désormais très usés. Hamilton réussit son dépassement au tour suivant et, à son tour, établit le meilleur tour en course. Pérez s'arrête au vingt-neuvième tour,,.
Désormais en tête de la course, Rosberg reste sous la menace de Bottas, lui-même pressé par Hamilton ; Massa suit à trois secondes. Loin derrière, Vettel perd une partie de son aileron avant lors une attaque sur Gutiérrez. Il rentre au stand pour en changer, remonte en piste à la dernière place puis abandonne dans le trente-septième tour (n'ayant rien à espérer de cette course, il cherche à préserver son unité de puissance). Rosberg, en difficulté au freinage, ne parvient pas à creuser l'écart tandis que Massa opère la jonction ; Alonso, à six secondes, tourne plus vite que le quatuor de tête. Lewis Hamilton lance la dernière valse d'arrêts au trente-neuvième tour. Son arrêt dure quatre secondes alors que Rosberg, un tour plus tard, s'immobilise une seconde de moins. Bottas stoppe au quarante-et-unième tour, mais Hamilton, grâce à un tour très rapide, prend le dessus sur le Finlandais. Au cinquante-deuxième tour, Rosberg devance Hamilton de 1 s 5 et Bottas de 6 s ; suivent Pérez qui doit encore s'arrêter une fois, Massa, Alonso, Button, Magnussen, Hülkenberg et Ricciardo,,.
Sergio Pérez s'arrête finalement dans le cinquante-sixième tour et remonte en piste en huitième position, derrière Magnussen et devant Hülkenberg. Jean-Éric Vergne abandonne dans le soixante-et-unième tour à cause d'un problème de freins. Hamilton et Rosberg connaissent également des ennuis avec leurs freins, comme à Montréal. Hamilton évolue à un peu plus d'une seconde de son coéquipier à cinq boucles de l'arrivée et ne peut donc pas activer son aileron arrière mobile pour tenter de le dépasser. Nico Rosberg remporte ainsi sa troisième victoire de la saison et conforte sa première place au championnat du monde. Lewis Hamilton, deuxième, permet à son écurie de réaliser un nouveau doublé tandis que Valtteri Bottas monte sur son premier podium en Formule 1 ; suivent pour les points Massa, Alonso, Pérez, Magnussen, Ricciardo, Hülkenberg et Räikkönen,,.

### Classement de la course
| Pos. | no | Pilote            | Écurie               | Tours | Temps/Abandon                      | Grille  | Points |
| ---- | -- | ----------------- | -------------------- | ----- | ---------------------------------- | ------- | ------ |
| 1    | 6  | Nico Rosberg      | Mercedes             | 71    | 1 h 27 min 54 s 976 (209,617 km/h) | 3       | 25     |
| 2    | 44 | Lewis Hamilton    | Mercedes             | 71    | + 1 s 932                          | 9       | 18     |
| 3    | 77 | Valtteri Bottas   | Williams-Mercedes    | 71    | + 8 s 172                          | 2       | 15     |
| 4    | 19 | Felipe Massa      | Williams-Mercedes    | 71    | + 17 s 357                         | 1       | 12     |
| 5    | 14 | Fernando Alonso   | Ferrari              | 71    | +18 s 553                          | 4       | 10     |
| 6    | 11 | Sergio Pérez      | Force India-Mercedes | 71    | + 28 s 546                         | 15      | 8      |
| 7    | 20 | Kevin Magnussen   | McLaren-Mercedes     | 71    | + 32 s 031                         | 6       | 6      |
| 8    | 3  | Daniel Ricciardo  | Red Bull-Renault     | 71    | + 43 s 522                         | 5       | 4      |
| 9    | 27 | Nico Hülkenberg   | Force India-Mercedes | 71    | + 44 s 137                         | 10      | 2      |
| 10   | 7  | Kimi Räikkönen    | Ferrari              | 71    | + 47 s 777                         | 8       | 1      |
| 11   | 22 | Jenson Button     | McLaren-Mercedes     | 71    | + 50 s 966                         | 11      |        |
| 12   | 13 | Pastor Maldonado  | Lotus-Renault        | 70    | + 1 tour                           | 13      |        |
| 13   | 99 | Adrian Sutil      | Sauber-Ferrari       | 70    | + 1 tour                           | 16      |        |
| 14   | 8  | Romain Grosjean   | Lotus-Renault        | 70    | + 1 tour                           | pitlane |        |
| 15   | 17 | Jules Bianchi     | Marussia-Ferrari     | 69    | + 2 tours                          | 18      |        |
| 16   | 10 | Kamui Kobayashi   | Caterham-Renault     | 69    | + 2 tours                          | 19      |        |
| 17   | 4  | Max Chilton       | Marussia-Ferrari     | 69    | + 2 tours                          | 21      |        |
| 18   | 9  | Marcus Ericsson   | Caterham-Renault     | 69    | + 2 tours                          | 20      |        |
| 19   | 21 | Esteban Gutiérrez | Sauber-Ferrari       | 69    | + 2 tours                          | 17      |        |
| Abd. | 25 | Jean-Éric Vergne  | Toro Rosso-Renault   | 59    | Disque de frein                    | 14      |        |
| Abd. | 1  | Sebastian Vettel  | Red Bull-Renault     | 34    | Retrait volontaire                 | 12      |        |
| Abd. | 26 | Daniil Kvyat      | Toro Rosso-Renault   | 24    | Suspension                         | 7       |        |

### Pole position et record du tour
Felipe Massa part en pole position pour la seizième fois de sa carrière, la première fois en Autriche.
- Pole position :  Felipe Massa (Williams-Mercedes) en 1 min 08 s 759	 (226,495 km/h)[26].
- Meilleur tour en course :  Sergio Pérez (Force India-Mercedes) en 1 min 12 s 142  (215,874 km/h) au cinquante-neuvième tour[27].

### Tours en tête
- Felipe Massa : 14 tours (1-13 / 42)[28]
- Valtteri Bottas : 3 tours (14-15 / 41)
- Sergio Pérez : 11 tours (16-26)
- Nico Rosberg : 38 tours (27-40 / 48-71)
- Fernando Alonso : 5 tours (43-47)

## Classements généraux à l'issue de la course
| Pos. | Pilote           | Écurie               | Points |
| ---- | ---------------- | -------------------- | ------ |
| 1    | Nico Rosberg     | Mercedes             | 165    |
| 2    | Lewis Hamilton   | Mercedes             | 136    |
| 3    | Daniel Ricciardo | Red Bull-Renault     | 83     |
| 4    | Fernando Alonso  | Ferrari              | 79     |
| 5    | Sebastian Vettel | Red Bull-Renault     | 60     |
| 6    | Nico Hülkenberg  | Force India-Mercedes | 59     |
| 7    | Valtteri Bottas  | Williams-Mercedes    | 55     |
| 8    | Jenson Button    | McLaren-Mercedes     | 43     |
| 9    | Felipe Massa     | Williams-Mercedes    | 30     |
| 10   | Kevin Magnussen  | McLaren-Mercedes     | 29     |
| 11   | Sergio Pérez     | Force India-Mercedes | 28     |
| 12   | Kimi Räikkönen   | Ferrari              | 19     |
| 13   | Romain Grosjean  | Lotus-Renault        | 8      |
| 14   | Jean-Éric Vergne | Toro Rosso-Renault   | 8      |
| 15   | Daniil Kvyat     | Toro Rosso-Renault   | 4      |
| 16   | Jules Bianchi    | Marussia-Ferrari     | 2      |

| Pos. | Écurie               | Points |
| ---- | -------------------- | ------ |
| 1    | Mercedes             | 301    |
| 2    | Red Bull-Renault     | 143    |
| 3    | Ferrari              | 98     |
| 4    | Force India-Mercedes | 87     |
| 5    | Williams-Mercedes    | 85     |
| 6    | McLaren-Mercedes     | 72     |
| 7    | Toro Rosso-Renault   | 12     |
| 8    | Lotus-Renault        | 8      |
| 9    | Marussia-Ferrari     | 2      |

## Statistiques
Le Grand Prix d'Autriche 2014 représente :
- la 16e pole position de sa carrière pour Felipe Massa, sa première depuis le Grand Prix du Brésil 2008[31] ;
- la 6e victoire de sa carrière pour Nico Rosberg[32] ;
- la 20e victoire pour Mercedes en tant que constructeur[33] ;
- la 106e victoire pour Mercedes en tant que motoriste[34] ;
- le 11e doublé pour Mercedes en tant que constructeur, le sixième de la saison[35] ;
- le 1er podium de sa carrière pour Valtteri Bottas. Il devient le septième Finlandais à monter sur un podium en Formule 1[36],[37],[38].

Au cours de ce Grand Prix :
- Valtteri Bottas mène pour la première fois en Formule 1 en passant 3 tours en tête[39] ;
- Tom Kristensen, nonuple vainqueur des 24 Heures du Mans et sextuple vainqueur des 12 Heures de Sebring, est nommé assistant des commissaires de course[40].